# Friedrich Jahn (Orgelbauer)
Johann Friedrich Nikolaus Jahn (* 19. August 1798 in Quelitz; † 10. Mai 1875 in Dresden) war ein Orgelbauer in Dresden. Er wirkte vor allem in Dresden und im Dresdner Umland und gilt als einer der führenden sächsischen Orgelbauer des 19. Jahrhunderts.

## Familie
Jahn stammte aus dem Fürstentum Schwarzburg-Rudolstadt. Jahns Vater Johann Nikolaus war Hammermeister in Quelitz, das heute ein Ortsteil von Unterweißbach in Thüringen ist. Friedrich Nikolaus ging nach Dresden und war dort Geselle beim Orgelbauer Carl August Kayser (1785–1824), einem der beiden Söhne von Johann Christian Kayser (1750–1813). Nach Kaysers frühem Tod heiratete Jahn am 16. Januar 1827 dessen Witwe Christiane Sophie geborene Walther (1795–1850). Die Trauung fand in der Annenkirche in der Seevorstadt statt, die schon 1784 mit einer Kayser-Orgel ausgestattet wurde.
Das Paar hatte mindestens drei Kinder. Die älteste Tochter Emilie Louisa (* 1827) wohnte lange Zeit in Großzschachwitz und findet sich noch 1891 in einem Adressbuch als Besitzerin eines Damenpensionats mit der Hausnummer 16. Johanne Auguste (* 1836) wohnte bei Emilie und heiratete 1877 einen Lehmann. Der Sohn Julius Ferdinand Friedrich Jahn (1829–1910) wurde vom Vater als Orgelbauer ausgebildet und übernahm später dessen Betrieb.

## Orgelbaufirma

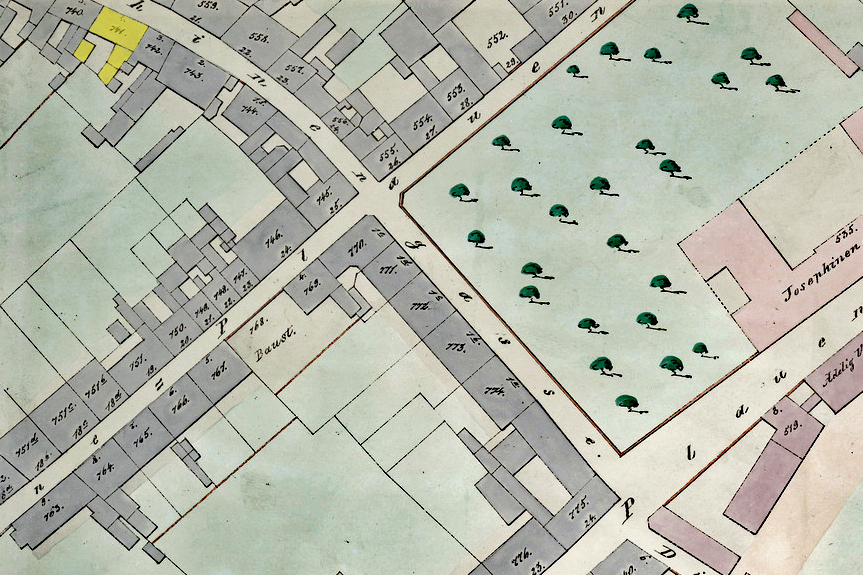
Stadtplan von 1862: Grundstück der Orgelbaufirma Friedrich Jahn & Sohn (links oben gelb markiert: Kataster 741, damals Josephinengasse 4); rechts mit dem Baumbestand das Grundstück des ehemaligen Josephinen-Stifts, auf dem heute die 16. Grundschule Josephine steht

Friedrich Jahn führte die Kaysersche Orgelbaufirma fort und nannte sie ab 1856 Friedrich Jahn & Sohn. Die Firma befand sich von Anfang an in der Wilsdruffer Vorstadt an der Grenze zur Seevorstadt. Es handelte sich durchweg um das Grundstück mit der Katasternummer 741, nur der Straßenname und die Nummerierung änderten sich mehrfach. Zunächst war die Anschrift Neue Gasse 505/506 (auch Neuegasse geschrieben), ab 1840 Josephinengasse 4 und seit 1865 Josephinenstraße 4. Ab 1875 bekam das Haus dann die Nummer 9 und später nach der Umstellung von Hufeisennummerierung auf das Zickzackprinzip blieb es von 1893 bis zum Erlöschen der Firma in dritter Generation im Jahre 1933 die Josephinenstraße 18. Heute wäre das Grundstück auf der südwestlichen Seite der Josephinenstraße nahe der heutigen Hausnummer 4 etwa in der Mitte zwischen der Polierstraße und der Budapester Straße zu suchen. Von den bis 1945 dort stehenden Gebäuden ist jedoch nichts mehr zu erkennen.
In den Adressbüchern von Dresden wird bis 1848 ein Orgelbauer Ferdinand (Ferd.) Jahn an diesem Platz vermerkt. Möglicherweise handelt es sich hier um einen fortgesetzten Druckfehler. Ab 1849 ist nur noch Friedrich (Frd., F. oder Nic. F.) Jahn verzeichnet. Die Firma wurde noch bis etwa 1907 von Julius Jahn weiter geführt, danach bekam sie dann den Namen Julius Jahn & Sohn. Der Sohn war Johannes Friedrich Jahn (1868–1933), der 1904 Teilhaber und nach dem Tod seines Vaters 1910 der letzte Inhaber des Familienunternehmens wurde.

## Werkliste
Friedrich Jahn schuf mehr als 20 kleinere und mittelgroße Orgeln. Er führte zunächst die Firma Kayser fort und firmierte seit 1856 zusammen mit seinem Sohn als Friedrich Jahn & Sohn.
Hier sind, in der Reihenfolge ihres Baujahres, nur Neubauten aufgeführt, die bis zum Tod von Friedrich Nikolaus ausgeliefert wurden. Der Sohn Julius Jahn führte die Firma unter dem alten Namen weiter fort und benannte sie erst ab etwa 1907 in Julius Jahn & Sohn um.
Die römische Zahl in der fünften Spalte bezeichnet die Anzahl der Manuale, ein großes „P“ ein selbstständiges Pedal, ein kleines „p“ ein nur angehängtes Pedal und die arabische Zahl in der vorletzten Spalte die Anzahl der klingenden Register. In der zweiten und dritten Spalte sind die Orte aufgeführt, in denen die jeweilige Orgel zuerst aufgebaut wurde. Eventuelle Zerstörungen, Umbauten oder Umsetzungen an andere Standorte sind in der letzten Spalte zu finden. Eine Kursivierung zeigt an, dass die betreffende Orgel nicht mehr oder lediglich der Prospekt erhalten ist.
| Jahr      | Ort               | Gebäude                                  | Bild | Manuale | Register | Bemerkungen |
| --------- | ----------------- | ---------------------------------------- | ---- | ------- | -------- | --- |
| 1825?     | Döbra             | Dorfkirche                               |      |         |          | |
| 1826      | St. Michaelis     | Dorfkirche                               |      | I/P     | 7        | |
| 1829/1830 | Dresden           | Kirche des Ehrlichschen Gestifts         |      | I/P     | 10       | Stiftskirche 1897 für den Neubau der Jakobikirche abgerissen, Unterbringung der Orgel unbekannt; 1904 Restaurierung durch Franz-Emil Keller und Umzug in die Jakobikirche nach Döbeln; 1908 Umzug nach Cunnersdorf, seitdem dort; 1917 kriegsbedingte Abgabe der Prospektpfeifen; 1946 Umdisponierung durch Hermann Eule Orgelbau Bautzen sowie Reparaturen 1957 und 1966 → Orgel                                                                      |
| 1832      | Schönborn         | Elf-Gebote-Kirche                        |      | I/P     | 10       | mechanische Schleifladenorgel, 2018 restauriert durch Wilhelm Rühle |
| 1840      | Wilsdruff         | Nikolaikirche                            |      | II/P    | 25       | 1896 wurde die Kirche abgerissen; 1897 neue Orgel von Jehmlich Orgelbau Dresden in neuer Kirche → Orgel |
| 1841      | Miltitz           | Dorfkirche                               |      | I/P     | 8        | Orgelprospekt erhalten; Instrument durch Orgelbau Eule erneuert |
| 1842      | Zadel             | St.-Andreas-Kirche                       |      | II/P    | 22       | |
| 1842      | Pirna             | Marienkirche                             |      | II/P    | 44       | 1889–1891 durch Julius Jahn überholt, neues Gehäuse; in den 1920er Jahren Umbau durch Johannes Jahn; 1978–1979 durch Firma Eule überholt und umgebaut; Generalüberholung 2005 |
| 1845      | Waldheim          | Schlosskirche St. Otto im Zuchthaus      |      | II/P    | 25       | 1899 umgebaut; 1988/1989 Umsetzung durch Johannes Lindner (Radebeul) in die Lutherkirche von Triebischtal |
| 1849      | Schneeberg        | St.-Wolfgangs-Kirche                     |      | II/P    | 50       | Bei dieser Orgel wurde erstmals im 19. Jahrhundert eine Septime disponiert (eine Septime aus 4′ (= 2 ⁄7′) im Hauptwerk und eine Septime aus 8′ (= 4 ⁄7′) im Pedal); 1945 zerschmolzen und verbrannt |
| 1849      | Riesa             | Klosterkirche                            |      | II/P    | 25       | 2017/2018 Restaurierung durch Ekkehart Groß (Kubschütz) |
| 1849/1850 | Radeberg          | Stadtkirche                              |      | II/P    | 28       | 1888 durch Julius Jahn renoviert, mehrfach erweitert (auf 34 Register), umgebaut und modernisiert (Pneumatik). 1970 Sanierung mit Ausbau der Orgel. Aus Teilen einer Orgel aus der Kirche in Hohnstein (Herbig-Orgel) und Teilen der Jahnorgel installierte die Firma Eule ein neues zweimanualiges Instrument mit 27 Registern mit mechanischer Traktur sowie 1800 Pfeifen. Der Prospekt entstand in der Werkstatt der Radeberger Tischlerei Schmidt. |
| um 1850   | Zuschendorf       | Schlosskirche                            |      | I/P     | 9        | → Orgel |
| um 1850   | Colditz           | Schlosskapelle                           |      | I/P     | 10       | 1885 durch Johann Kralapp (Leisnig) um ein zweites Manual erweitert |
| 1851      | Großdobritz       | Dorfkirche                               |      | II/P    | 19       | 1880 aus der alten Kirche entfernt und in die neu errichtete wieder eingebaut |
| 1853/1854 | Ruppendorf        | Dorfkirche                               |      |         |          | nicht erhalten, 1933 abgebaut Orgelgeschichte |
| 1855      | Lausa             | Pastor-Roller-Kirche                     |      | I/P     |          | 1905 durch Blitzschlag zerstört; von der Firma Jehmlich erneuert und zweites Manual sowie neuer Prospekt; durch spätere Reparaturen stark verändert |
| 1856      | Briesnitz         | Briesnitzer Kirche                       |      | II/P    | 37       | Erneuter Einbau einer Septime, diesmal aus 2′ (= 1 ⁄7′); 1882 nach Renovierung der Kirche mit neuem Prospekt; 1995 neue Orgel von Jehmlich mit dem Prospekt von 1882 |
| 1856/1857 | Leuba             | Nikolaikirche                            |      | II/P    | 20       | → Orgel |
| 1857      | Schönbach         | Dorfkirche                               |      | II/P    | 29       | nach Pape schon 1852 |
| 1858      | Borna (b. Pirna)  | Dorfkirche                               |      | I/P     | 12       | nach Pape schon 1854; 1981 restauriert durch Siegfried Creuz (Nentmannsdorf) |
| 1858      | Bischheim         | Dorfkirche                               |      | II/P    | 21       | nach 1955 umdisponiert, 2015 umfassend gereinigt und saniert |
| 1858      | Wermsdorf         | Evangelische Anstaltskirche Hubertusburg |      | I/P     | 14       | ? |
| 1861      | Friedrichstadt    | Matthäuskirche                           |      | II/P    | 34       | Neubau von Friedrich Jahn und Sohn; 1945 zerschmolzen und verbrannt |
| 1864      | Hirschfeld        | Dorfkirche                               |      | II/P    | 16       | |
| 1864      | Rothenfurth       | Dorfkirche                               |      | II/P    | 12       | |
| 1864      | Steinigtwolmsdorf | Kirche                                   |      |         |          | 1946 von Orgelbau A. Schuster & Sohn erneuert; auch kleine Chororgel vermutlich von Jahn um 1860 |
| 1864/65   | Herrnhut          | Kirchensaal der Herrnhuter Brüdergemeine |      | I/P     | 20       | 1945 verbrannt |
| 1865      | Grumbach          | Dorfkirche                               |      | II/P    | 24       | |
| 1866      | Weistropp         | Dorfkirche                               |      | II/P    | 18       | ? |
| 1866      | Seifhennersdorf   | Kreuzkirche                              |      | II/P    | 36       | 1935 verbrannt; 1936 Neubau durch die Firma Schuster |
| 1866/1867 | Taubenheim        | Dorfkirche                               |      | II/P    | 20       | |
| 1869      | Tanneberg         | Dorfkirche                               |      | I/P     | 13       | |
| 1869/1870 | Wittgendorf       | Dorfkirche                               |      | II/P    | 23       | |
| 1870      | Zschopau          | Königliches Lehrerseminar                |      | II/P    | 16       | bei einem Brand der Aula 1919 zerstört |
| 1874      | Sora              | Dorfkirche                               |      | II/P    | 20       | Orgelprospekt von 1874 erhalten. Orgel |
| 1874      | Schneeberg        | Königliches Lehrerseminar                |      | II/P    | 16       | ? |

## Trivia
Auf der 1845 für das Zuchthaus Waldheim erbauten Jahn-Orgel, die jetzt in der Meißner Lutherkirche in Triebischtal steht, spielte Karl May während seiner Haftzeit von 1870 bis 1874.